# Frederick H. Gillett
Frederick H. Gillett (Westfield, 1851. október 16. – Springfield, 1935. július 31.) ügyvéd és politikus, az Amerikai Egyesült Államok szenátora 1925 és 1931 között (Massachusetts).

## Élete
Frederick H. Gillett a Massachusetts állambeli Westfield településen született 1851. október 16-án, szülei Edward Bates Gillett (1817–1899) és Lucy Fowler Gillett (1830–1916). Az Amherst College-ban végzett, ahol 1874-ben tagja volt az Alpha Delta Phi testvériségnek. Innen 1877-ben a Harvard Law Schoolba került. 1877-ben a springfieldi joggyakorlatba lépett.
1915. november 25-én Gillett feleségül vette Christine Rice Hoar-t, a korábbi kollégája özvegyét.
Washingtonban töltött ideje alatt Gillett szabadidejét az 1926-os Pontiac kupéjával és reggeli golfozással töltötte. A nyugdíjba vonuláskor a kaliforniai Pasadenában élt. 1935. július 31-én a Massachusetts-i Springfield kórházában halt meg.